# Sonic R
Sonic R – gra z serii Sonic the Hedgehog wydana przez Traveller’s Tales oraz Sonic Team na konsolę Sega Saturn i komputery PC.

## Rozgrywka
Gracz musi dostać się na koniec danego poziomu zajmując jak najwyższą pozycję w rankingu. Mijając strefy przyspieszenia (ang. boost zone) postać zyskuje prędkość kosztem posiadanych pierścieni. Niektóre postaci mogą wykonywać specjalne ataki kosztem dziesięciu pierścieni (np. Doktor Eggman, Amy Rose).

### Inne tryby
Oprócz głównego obecny jest tryb gry na czas, tzw. Time Attack, w którym trasę można pokonywać również w kierunku odwrotnym (ang. reverse). Dodatkowo jest możliwość gry wieloosobowej, w której udział może brać do czterech graczy w następujących trybach: Race (zwykły wyścig), Tag oraz Ballon Hunt (zebranie określonej liczby balonów).